# Natitingou III
Natitingou III ist ein Arrondissement im Departement Atakora in Benin. Es ist eine Verwaltungseinheit, die der Gerichtsbarkeit der Kommune Natitingou untersteht. 

## Geographie
Natitingou III setzt sich aus acht Siedlungen zusammen: Bérécingou, Didapoumbor, Kantaborifa, Koussantikou, Ourbouga, Winkè, Yétapo und Yimporima.

## Demographie
Gemäß der Volkszählung von 2013 hatte Natitingou III 22.011 Einwohner, davon waren 10.768 männlich und 11.243 weiblich.